# Moira River
Der Moira River ist ein Fluss im Hastings County im östlichen Ontario in Kanada.
Er fließt von seiner Quelle im Township Tudor and Cashel im Zentrum des County in südlicher Richtung nach Belleville, wo er in die Bay of Quinte, einer Bucht im Norden des Ontariosees, mündet.
Der Fluss wurde nach Francis Rawdon-Hastings, Earl of Moira, benannt.
Der Fluss hat eine Länge von 124 km, ein Einzugsgebiet von 2750 km², sowie einen mittleren Abfluss von 30 m³/s.

## Zuflüsse
- Palliser Creek (rechts)
- Chrysal Creek (rechts)
- Clare River (links)
- Sulphide Creek (links)
- Skootamatta River (links)
- Black River (links)
- Madoc Creek (links)
- Gawley Creek (rechts)
- Jordan River (rechts)